# Vīts Rimkus
Vīts Rimkus est un footballeur international letton né le 21 juin 1973 à Riga.

## Biographie

### En sélection
Il participe à l'Euro 2004 avec l'équipe de Lettonie.

## Carrière
- 1994 : DAG Riga  Lettonie
- 1995 : Amstrig Riga  Lettonie
- 1995-1996 : FC Winterthour  Suisse
- 1996-1997 : FC Nuremberg  Allemagne
- 1997-1998 : Erzgebirge Aue  Allemagne
- 1998 : Skonto Riga  Lettonie
- 1999 : FK Valmiera  Lettonie
- 2000 : FK Valmiera  Lettonie
- 2001 : FK Ventspils  Lettonie
- 2002 : FK Ventspils  Lettonie
- 2003 : FK Ventspils  Lettonie
- 2004 : FK Ventspils  Lettonie
- 2005 : FK Rostov  Russie
- 2005 : FK Ventspils  Lettonie
- 2006 : FK Ventspils  Lettonie
- 2007 : FK Ventspils  Lettonie
- 2008 : FK Ventspils  Lettonie

## Palmarès
- Champion de Lettonie en 1998 avec le Skonto Riga, en 2006 et 2007 avec le FK Ventspils
- Vainqueur de la Coupe de Lettonie en 1998 avec le Skonto Riga, en 2003 et 2004 avec le FK Ventspils